# ヤーコポ・ベッリーニ
ヤーコポ・ベッリーニ（Jacopo Bellini、1400年頃 - 1470年頃）はルネサンス期の画家。ヤコポ・ベリーニとも表記する。ヴェネツィアに工房を開き、息子のジェンティーレ・ベッリーニとジョヴァンニ・ベッリーニとともに15世紀「ヴェネツィア派」の中核的な存在となった。

## 略歴
ヴェネツィアの金属細工職人の息子に生まれた。国際ゴシック様式を代表する画家のジェンティーレ・ダ・ファブリアーノの弟子であったとされ、1411年からダ・ファブリアーノがフォリーニョのトリンチ宮殿で壁画を描いた時にすでに弟子になっていたともされる。1422年からフィレンツェで、ダ・ファブリアーノの弟子、助手として働いた。フィレンツェでは、フィリッポ・ブルネレスキやドナテッロ、マソリーノの作品を見ることができ影響を受けたとされる。1424年にベッリーニはヴェネツィアに工房を開いた。
1436年にはヴェローナの聖堂に宗教画を描いたがこの作品は失われている。1440年代にはフェラーラのエステ家のためにレオン・バッティスタ・アルベルティとともに働いた。
ヴェネツィアではサン・ジョヴァンニ・エヴァンジェリスタ同心会館(Scuola Grande di San Giovanni Evangelista)やサン・マルコ同心会館(Scuola Grande di San Marco)などの仕事もしたがその作品も失われている。
1452年にパドヴァで働いていたアンドレア・マンテーニャと知り合い、1453年にマンテーニャはベッリーニの娘ニッコローザと結婚した。

## 作品

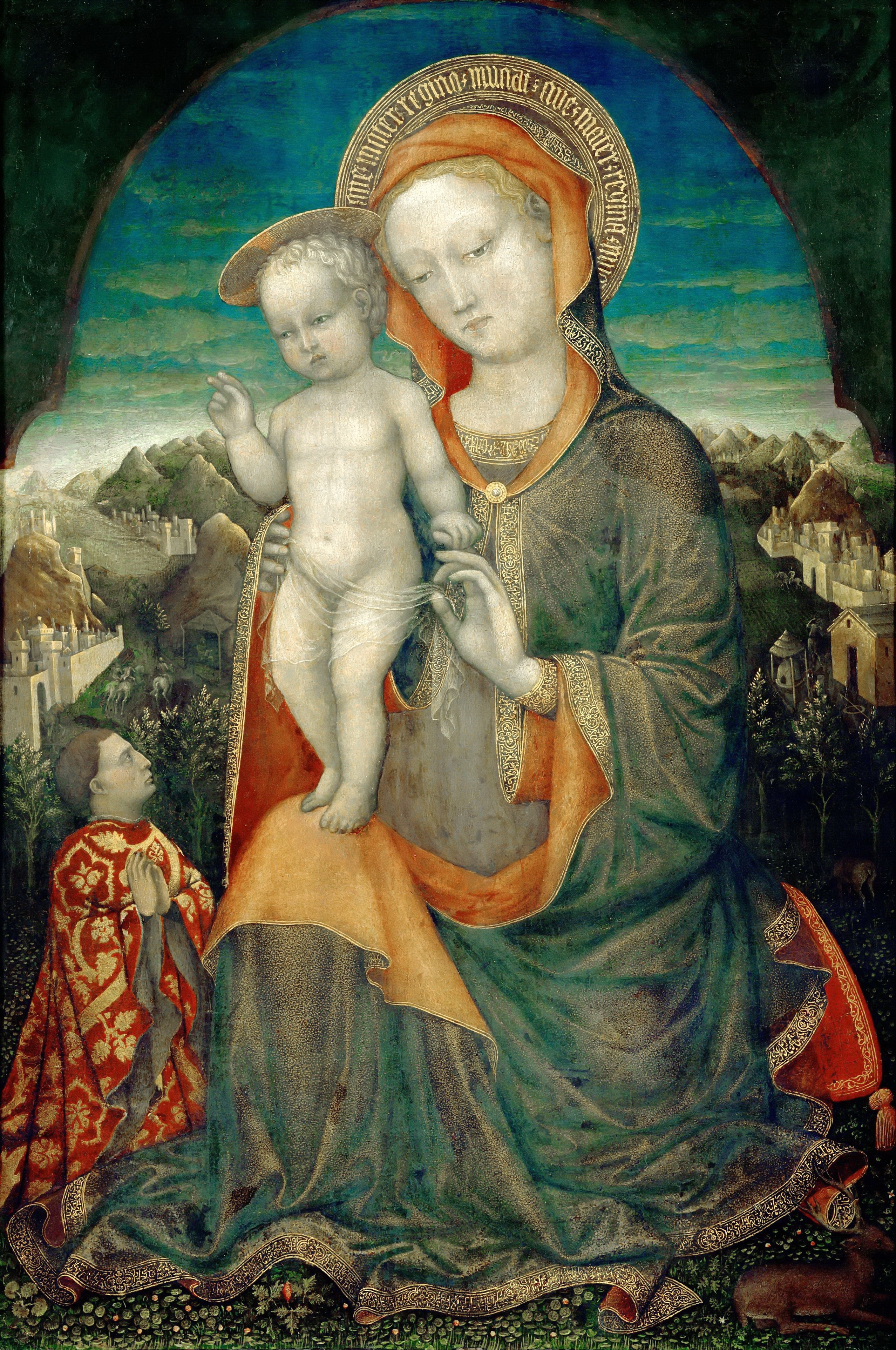
The Madonna of Humility adored by a Prince of the House of Este(c.1440) ルーブル美術館　蔵
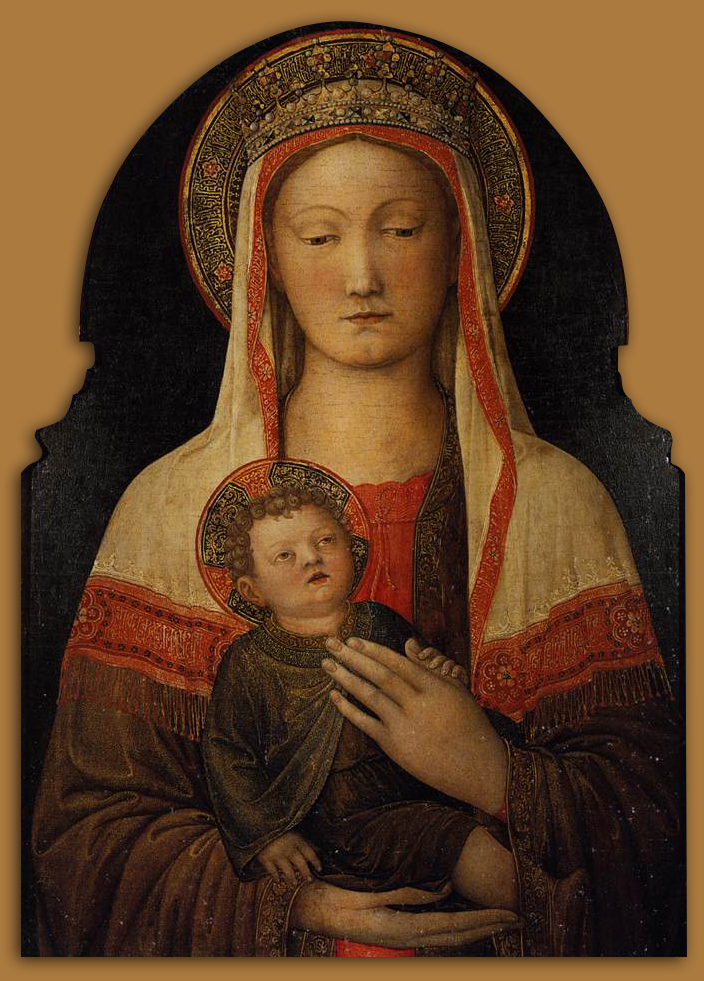
「聖母子像(1450) ウフィツィ美術館　蔵
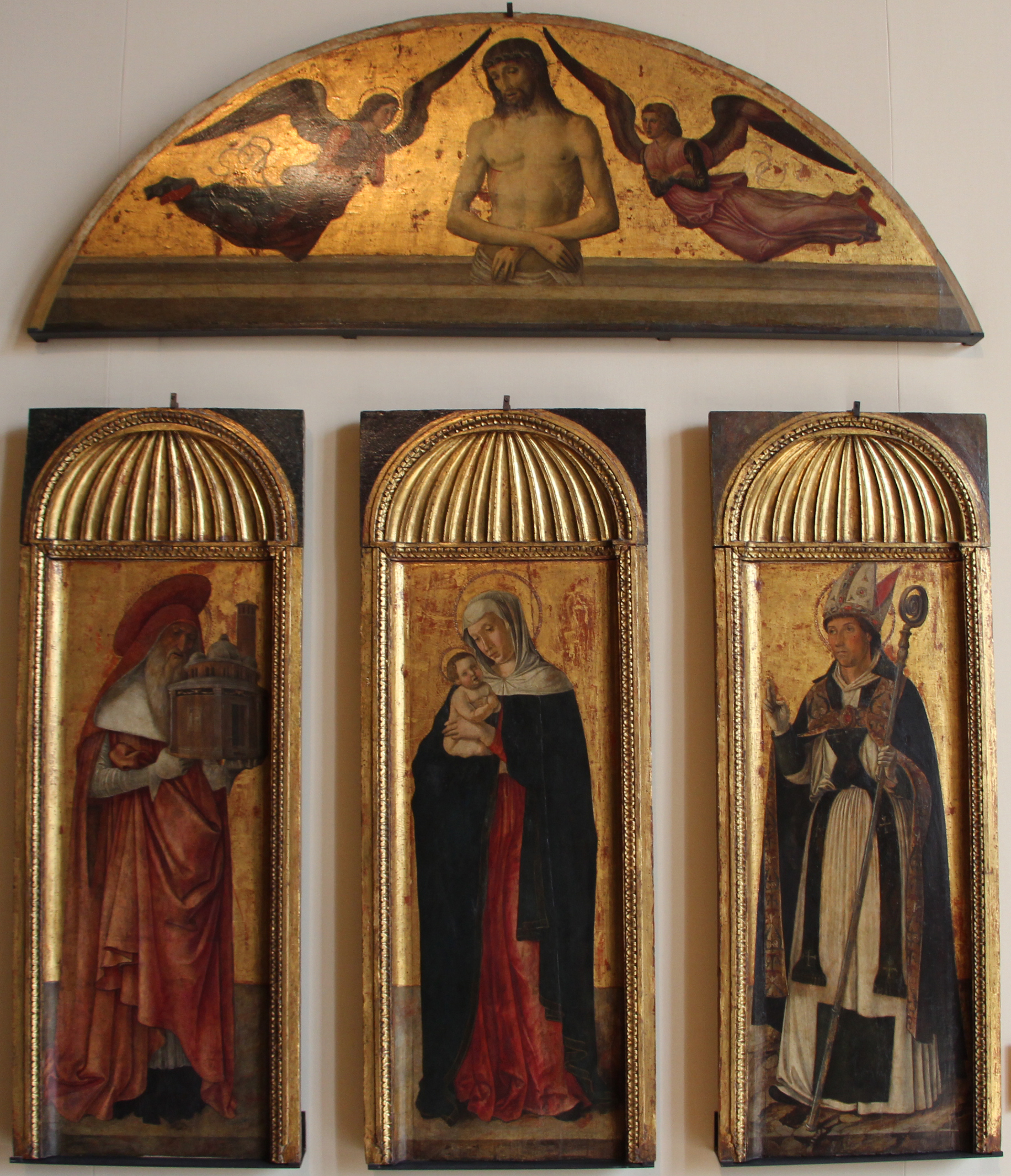
ベッリーニ兄弟の共作による聖母の三連祭壇画
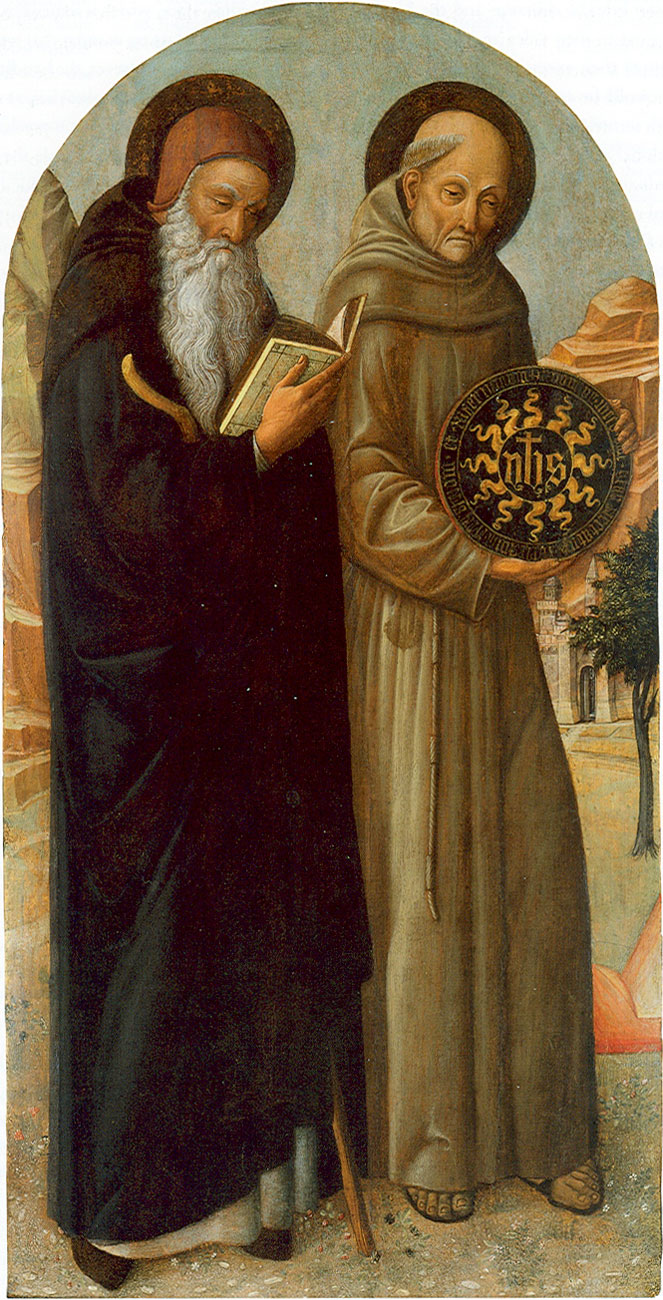
Santi Antonio Abate e Bernardino da Siena ナショナル・ギャラリー (ワシントン)　蔵